# Bloco Que Pena, Amor

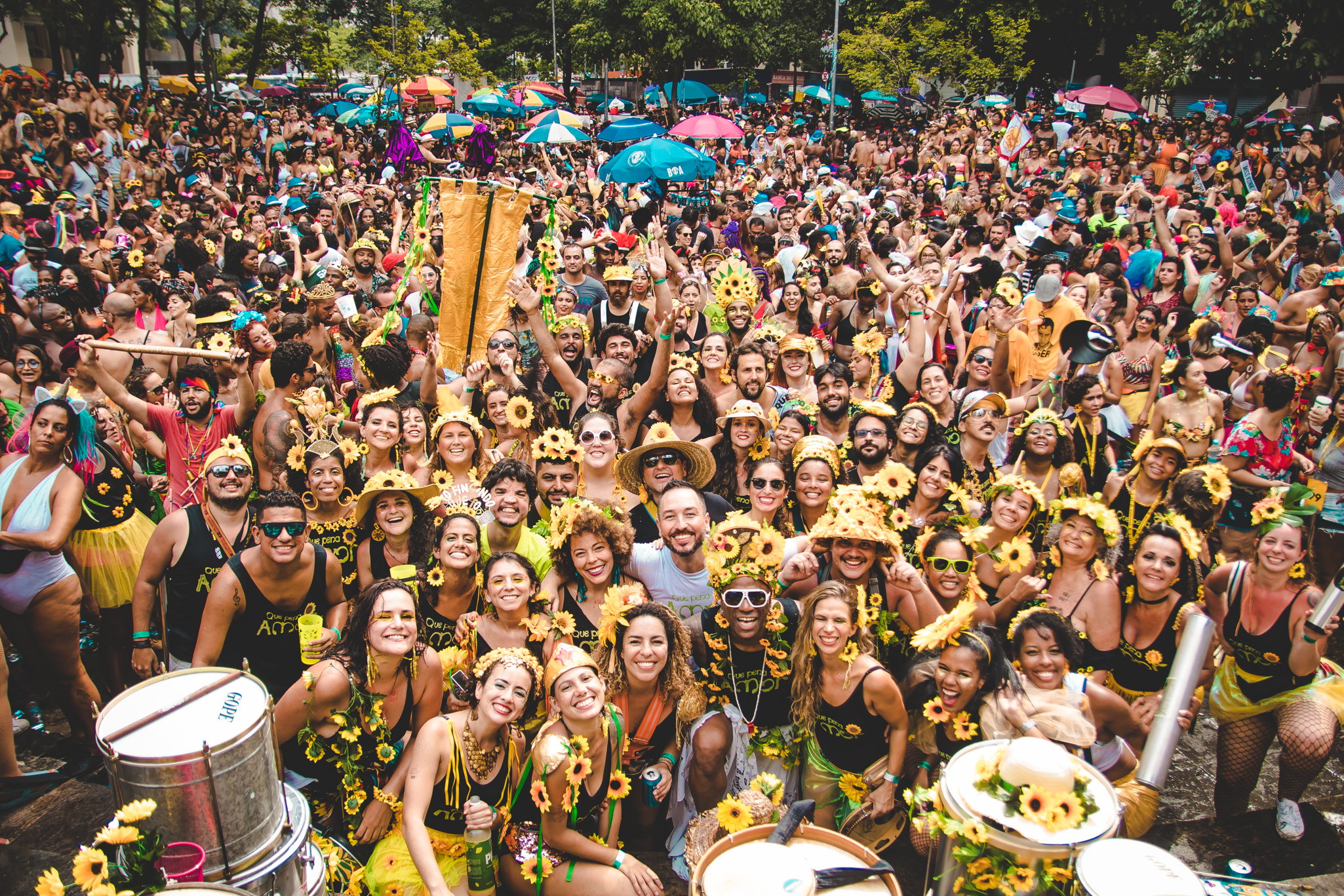
Bateria do bloco Que Pena, amor no desfile oficial no Buraco do Lume. Foto: Amanda Melo

O Bloco Que Pena, Amor é um bloco carnavalesco do  Rio de Janeiro que tem como proposta tocar sucessos do pagode nos anos 90, em versões próprias de marchinha de carnaval, ijexá, funk, maracatu, baião e xote. 
O bloco surgiu durante o carnaval de 2017, no Centro do Rio. O nome foi criado originado de um verso da música É Tarde Demais, que entrou para o Guinness Book, por ter sido executada 600 vezes em apenas um dia, e é o hino do bloco. O primeiro carnaval aconteceu em 2018, na Praça Mario Lago, conhecida como Buraco do Lume, no Centro do Rio, e atraiu cerca de 13.000 pessoas.
Além de sucessos do Raça Negra, todo ano o bloco homenageia um grupo de pagode dos anos 90, como o Só pra Contrariar, Exaltasamba, Art Popular, Grupo Revelação, Katinguelê entre outros. Em 2019, o bloco homenageou os mineiros do Só Pra Contrariar. Em 2020, o Que Pena, Amor terá as músicas dos paulistas do Art Popular incluídas no repertório.

O Que Pena, Amor conta com a parceria de Alana Valente, cantora e compositora, ex-intérprete do bloco Cardosão de Laranjeiras, com experiência na gravação de samba-enredo, e a voz do Samba da Valente. A bateria é comandada por André Rios, professor e regente do bloco Empolga às 9, que ainda integrou trabalhos coletivos como Filhos de Jorge, Máquina do Mundo, U.R.S.S. (União Responsa do Samba Solto), e Black Alien.